# Radha Jayalakshmi

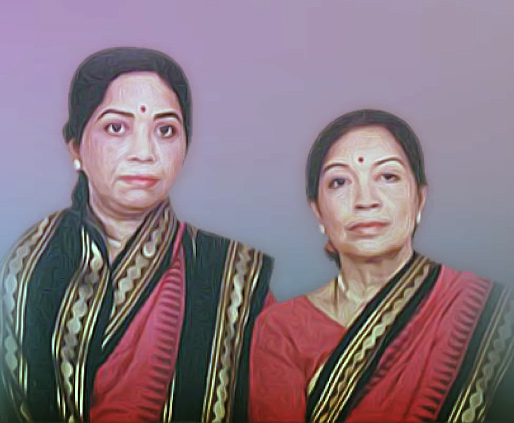
Imagen que muestra al dúo musical Radha Jayalakshmi

Radha (nacida en 1932), y Jayalakshmi (1932-2014) popularmente conocidas como Radha Jayalakshmi (Tamil: ராதா ஜெயலட்சுமி), fue un dúo de música carnática de la India; intérpretes de género playback de películas en la década de los años 1940 y 1950, antes de convertirse en profesoras de música. Jayalakshmi fue la cantante de playback del dúo, pero fue acreditada como Radha Jayalakshmi en el campo cinematográfico. En realidad, Radha era su prima hermana y compañera de voz y canto en las actuaciones en el escenario. Ellas fueron de las primeras intérpretes en incursionar en la tendencia de canto en dueto en la música carnática, la cual comenzó en la década de los años 1950 con artistas tales como Bombay Sisters y Soolamangalam Sisters, y que continuaría después con Priya Sisters, Ranjani-Gayatri, Akkarai Sisters, entre otras.
El dúo fue galardonado con el Premio Académico Sangeet Natak en 1981 en la categoría de Música Carnática - Vocal, propuesto por la "Sangeet Natak Akademi" (Academia Nacional de Música, Danza y Drama de la India). 

## Filmografía

### Música Playback en Tamil
| Año  | Película                      | Canción                                              | Música                                       | Co-Intérprete                         |
| ---- | ----------------------------- | ---------------------------------------------------- | -------------------------------------------- | ------------------------------------- |
| 1948 | Ithu Nijama                   | Madarellam                                           | S. Balachander                               | S. Balachander                        |
| 1950 | Ezhai Padum Padu              | Vidhiyin vilaivaal                                   | S. M. Subbaiah Naidu                         |                                       |
| 1951 | Kaidhi                        | Be Happy                                             | S. Balachander                               |                                       |
| 1952 | Kanchana                      | Charana Pankajam                                     | S. M. Subbaiah Naidu                         |                                       |
| 1952 | Kanchana                      | Vela cheyyu                                          | S. M. Subbaiah Naidu                         |                                       |
| 1952 | Kanchana                      | Etham Pottu                                          | S. M. Subbaiah Naidu                         |                                       |
| 1952 | Kanchana                      | Pazhaniappa Nin patham                               | S. M. Subbaiah Naidu                         |                                       |
| 1952 | Jameenthaar                   | Madhuvai Parugum Vandu                               | G. Ramanathan                                |                                       |
| 1952 | Moondru Pillaigal             | Malai Thiritha Magarasi                              | S. M. Subbaiah Naidu                         | P. Leela & N. L. Ganasaraswathi       |
| 1952 | Panam                         | En Vazhvil Puthu Paadama                             | Viswanathan Ramamoorthy                      |                                       |
| 1952 | Puratchiveeran                | Oh Alai Mothum                                       |                                              |                                       |
| 1952 | Thai Ullam                    | Poochendu Nee Ponvandu Naan                          | Chittor V. Nagaiah                           | T. A. Mothi & N. L. Ganasaraswathi    |
| 1952 | Thai Ullam                    | Pokkiri Payale                                       | Chittor V. Nagaiah                           |                                       |
| 1953 | Inspector                     | Aasai Mounamaai                                      | G. Ramanathan                                |                                       |
| 1953 | Manithanum Mirugamum          | Jagam Yaavum                                         | G. Govindarajulu Naidu                       |                                       |
| 1953 | Manam Pol Mangalyam           | Manam Pola                                           | Adepalli Rama Rao                            |                                       |
| 1953 | Manam Pol Mangalyam           | Andru Ododi Vandhu                                   | Adepalli Rama Rao                            |                                       |
| 1953 | En Veedu                      | Pongalo Pongal                                       | Chittor V. Nagaiah                           | Ghantasala                            |
| 1953 | En Veedu                      | Solla Vallayo                                        | Chittor V. Nagaiah                           |                                       |
| 1953 | En Veedu                      | Boomiyile Oru                                        | Chittor V. Nagaiah                           | M. L. Vasanthakumari                  |
| 1953 | En Veedu                      | Vathabi Ganapathim                                   | Chittor V. Nagaiah                           |                                       |
| 1953 | Poongkothai                   | Thenoorum Paarijaatha                                |                                              |                                       |
| 1953 | Solaimalai Raani              | Anaiya Jothi                                         | C. N. Pandurangan                            | A. M. Rajah                           |
| 1953 | Solaimalai Raani              | Anbaana Mozhi Pesum                                  | C. N. Pandurangan                            | A. M. Rajah                           |
| 1954 | Mangalyam                     | Ninaithaaley Inbam Tharum                            | K. V. Mahadevan                              |                                       |
| 1954 | Mangalyam                     | Ottumiru Ullanthanai Vettuvathu                      | K. V. Mahadevan                              |                                       |
| 1954 | Manohara                      | Kathal Kondaadugiraar                                | S. V. Venkatraman                            |                                       |
| 1954 | Manohara                      | Singara Paingkiliye Pesu                             | S. V. Venkatraman                            | A. M. Rajah                           |
| 1954 | Manohara                      | Vazhvatho Mathu                                      | S. V. Venkatraman                            |                                       |
| 1954 | Ratha Pasam                   | Jagam Yaavumey                                       | M. K. Athmanathan                            |                                       |
| 1954 | Koondukkili                   | Paar En Magale Paar Paar                             | K. V. Mahadevan                              |                                       |
| 1954 | Kalyanam Panniyum Brahmachari | Madhumalar Ellam                                     | T. G. Lingappa                               |                                       |
| 1954 | Kalyanam Panniyum Brahmachari | Vennilavum Vanum Pol                                 | T. G. Lingappa                               |                                       |
| 1954 | Edhir Paradhathu              | Jegam Ezhum Neeye                                    | C. N. Pandurangan                            |                                       |
| 1955 | Mullaivanam                   | Engiruntho Ingu Vantha Rathiye                       | K. V. Mahadevan                              | T. M. Soundararajan                   |
| 1955 | Mullaivanam                   | Sariyendru Neeye Oru Vaarthai Sonnal                 | K. V. Mahadevan                              | T. M. Soundararajan                   |
| 1955 | Mullaivanam                   | Putham Puthu Malarey Kurunagai Puriyum Vennilavey    | K. V. Mahadevan                              |                                       |
| 1955 | Mullaivanam                   | Nainaithaale Inikkudhadi                             | K. V. Mahadevan                              |                                       |
| 1955 | Menaka                        | Manampola Ini Vaazhalaam                             | C. N. Pandurangan & Vedha                    | K. R. Ramasamy                        |
| 1955 | Menaka                        | Kanavu Ninaivaagum                                   | C. N. Pandurangan & Vedha                    |                                       |
| 1955 | Valliyin Selvan               | Mangalam                                             | K. V. Mahadevan                              |                                       |
| 1955 | Town Bus                      | Ponnaana Vaazhve Mannagi Pomo                        | K. V. Mahadevan                              | M. S. Rajeswari & Thiruchi Loganathan |
| 1955 | Town Bus                      | Nenjam Uruguthey                                     | K. V. Mahadevan                              |                                       |
| 1957 | Magadhala Naattu Mary         | Jeya Jeya Aiyame                                     |                                              | K. Rani                               |
| 1957 | Samaya Sanjeevi               | Aanantham Tharuvathu Sangeethemey                    | G. Ramanathan                                |                                       |
| 1957 | Thanga Malai Ragasiyam        | Aanantham Puthu Aanantham                            | T. G. Lingappa                               | Jikki                                 |
| 1957 | Sarangadhara                  | Ethukkithanai Modi                                   | G. Ramanathan                                |                                       |
| 1958 | Manamaalai                    | Nadanamaadinaar                                      | Vedha                                        | P. Leela                              |
| 1958 | Bhoologa Rambai               | Kannalar Ingu Varuvaar                               | C. N. Pandurangan                            |                                       |
| 1958 | Bhoologa Rambai               | Amba Arul Purivaai                                   | C. N. Pandurangan                            |                                       |
| 1958 | Bhoologa Rambai               | Gangatharaney                                        | C. N. Pandurangan                            |                                       |
| 1958 | Bhoologa Rambai               | Aasai Nenjame                                        | C. N. Pandurangan                            | A. M. Rajah                           |
| 1958 | Anbu Engey                    | Kaya Pazhama Sollu Raja                              | Vedha                                        |                                       |
| 1959 | Maragadham                    | Maalai Mayangugira Neram                             | S. M. Subbaiah Naidu                         |                                       |
| 1959 | Maragadham                    | Punnagai Thavazhum                                   | S. M. Subbaiah Naidu                         | T. M. Soundararajan                   |
| 1959 | Maragadham                    | Kanukkulle Unnai Paaru                               | S. M. Subbaiah Naidu                         | T. M. Soundararajan                   |
| 1959 | Maragadham                    | Aadinaal Nadanam Aadinaal                            | S. M. Subbaiah Naidu                         |                                       |
| 1959 | Manimegalai                   | Manathai Kavarntha                                   | G. Ramanathan                                | Seerkazhi Govindarajan                |
| 1959 | Sivagangai Seemai             | Muthu Pugazh                                         | Viswanathan Ramamoorthy                      | S. Varalakshmi                        |
| 1959 | Minnal Veeran                 | Kannodu Kanninai Nokki                               | S. M. Subbaiah Naidu                         | Seerkazhi Govindarajan                |
| 1960 | Ponni Thirunaal               | Nattukkor Thanthaiyadi                               | K. V. Mahadevan                              | Soolamangalam Rajalakshmi             |
| 1960 | Irumbu Thirai                 | Enna Seithaalum                                      | S. V. Venkatraman                            |                                       |
| 1960 | Raja Bakthi                   | Kaliyuga Malarmaran                                  | G. Govindarajulu Naidu                       |                                       |
| 1961 | Bhagyalakshmi                 | Varalakshmi Varuvaai Amma                            | Viswanathan Ramamoorthy                      |                                       |
| 1961 | Bhagyalakshmi                 | Palingu Manappandhalile                              | Viswanathan Ramamoorthy                      |                                       |
| 1961 | Akbar                         | Azhagin Nila                                         | S. V. Venkatraman                            |                                       |
| 1962 | Indra En Selvam               | Aaraaro Aaraaro                                      | H. R. Pathmanaba Sastiri & C. N. Pandurangan |                                       |
| 1962 | Indra En Selvam               | Thellathelindha Thenamudhe                           | H. R. Pathmanaba Sastiri & C. N. Pandurangan |                                       |
| 1962 | Avana Ivan                    | Vaaranamayiram                                       | S. Balachander                               |                                       |
| 1962 | Konjum Salangai               | Brahman Thaalam poda                                 | S. M. Subbaiah Naidu                         | Soolamangalam Rajalakshmi             |
| 1963 | Arivali                       | Vaazhiya Needoozhi                                   | S. V. Venkatraman                            | P. Leela                              |
| 1966 | Motor Sundarampillai          | Maname Muruganin Mayilvahanam                        | K. V. Mahadevan                              |                                       |
| 1969 | Kaval Deivam                  | Maiyal Migavum Meerudhe                              | G. Devarajan                                 |                                       |
| 1971 | Athi Parasakthi               | Kokku Parakkum Intha                                 | K. V. Mahadevan                              |                                       |
| 1971 | Athi Parasakthi               | Thanthaikku Manthirathai                             | K. V. Mahadevan                              |                                       |
| 19   | Odi Vilaiyaadu Pappa          | Pachai Kuzhandayadi Kannil Paavaiyandro Chandramathi | Krishnamurthy                                | Seerkazhi Govindarajan                |
| 19   | Amman Arul                    | Akilamellam vilangum                                 |                                              |                                       |
| 19   | Nathayil Muthu                | Aadu Raadhe                                          |                                              | Seerkazhi Govindarajan                |
| 19   |                               | Nalla Veenaiyithe                                    |                                              |                                       |